# FMなかしべつ放送
FMなかしべつ放送株式会社（エフエムなかしべつほうそう）は、北海道標津郡中標津町の一部地域を放送区域として超短波放送（FM放送）を行う特定地上基幹放送事業者である。周波数87.0MHzにちなみ「FMはな」の愛称でコミュニティ放送を行っている。
放送局の呼出名称は「エフエムなかしべつ」。釧根圏（釧路総合振興局・根室振興局管内）としては3局目のコミュニティ放送局である。

## 歴史
標津郡中標津町を中心とする根室管内北部では、民放ラジオ放送を聴取することが極めて難しく、特に中標津町ではコミュニティ放送局を開局しようという動きがかねてから出ていた。
一時期、AMラジオ局のHBCラジオ（釧路放送局：1404kHz、根室放送局：801kHz）とSTVラジオ（釧路放送局：882kHz、根室放送局：1062kHz）の中継局の開局陳情をしていたが、両局の事情から実現に至らなかった。その影響から、HBCラジオ・STVラジオ両局の根室放送局からの電波を根室管内北部で受信することは、出力（100W）の都合から難しい状態にあった。その後に北海道でもインターネットラジオ「radiko」のサービスが開始され、2011年（平成23年）4月20日にはHBCラジオ、STVラジオ、AIR-G'（釧路中継局：86.4MHz）が対応、2015年（平成27年）7月30日にはNORTH WAVE（釧路中継局：80.7MHz）が対応し、無料聴取が可能となっている。
2007年（平成19年）から翌年にかけて、放送エリア外であるFM放送のエフエム北海道（AIR-G'）、FM NORTH WAVE（NORTH WAVE）の違法中継事件が発生した。これは釧路送信所を中継して起こったもので、町内でも民放FMが聴けるようになったと話題になっていたが、2008年（平成20年）3月に違法送信が発覚。北海道総合通信局からの告発を受け、違法送信を行っていた町内の電器店主が逮捕される事態にまで発展した。
2008年（平成20年）4月、かねてから開局を模索していたコミュニティ放送局としてFMなかしべつ放送株式会社を設立。同年7月3日に放送局（現・特定地上基幹放送局）の予備免許を取得し、愛称が「FMはな」に決定した。中標津町長選挙と町議会議員選挙が告示された同年8月19日に放送局の免許を取得し、翌8月20日に開局した。
開局当初の放送区域内の中標津町世帯は全世帯中の81%で、開陽台、計根別、武佐、養老牛温泉では聴取できなかった。翌2009年（平成21年）に出た国の地域活性化・経済危機対策臨時交付金を活用して2,400万円の予算が組まれたことから、中標津町役場にある送信所のアンテナ増設と計根別中継局の新設を行い、2010年4月1日の番組改編に合わせて運用を開始した。これにより、放送区域内の中標津町世帯は全世帯の98%となった。

## 番組
開局当初は月 - 土曜日の5時から20時までが自社制作番組の時間帯で（一部はジンケトリオFM、かつしかFM制作など外部製作）、それ以外の時間帯と日曜日の全時間帯は、エフエム・ノースウェーブ（NORTH WAVE）の再送信としていた。NORTH WAVEの再送信については、2008年12月30日から一部の時間帯で開始した。再送信は同局との間に専用回線を結んで実施した（釧路局の直接受信ではないので、CM枠はフィラー音楽に差し替え）。当初は特に土曜・日曜は生ワイド番組内のコーナーなどの再放送が多かったが、2009年4月の番組改編で番組の種類を大幅に増やした。
なお、開局前よりエフエム北海道（AIR-G'）再送信の話があり、一時は公式サイトの番組表にも一部時間帯の再送信が記載されていたが、まもなく削除された（AIR-G'の再送信が取りやめになった理由については不明）。
2010年（平成22年）10月1日より「Restart」のテーマのもと、開局以来の大改編を行い、開局以来放送されてきた生ワイド番組や録音番組などをすべて終了し「24時間自社編成番組」となる。これを機にスポットCMや提供番組、提供枠としての天気予報も一気に増え、地域に根ざした放送局に生まれ変わった。
2015年には、AIR-G'制作の『さややパルプンテラジオ』も放送し、中標津町の隣の別海町出身の川本紗矢（AKB48）がDJを担当した。
現在は自主制作番組のほか、コミュニティ放送局番販番組を放送。自主制作番組としては、中標津町出身のワタナベシンゴ（THE BOYS&GIRLS）がDJを担当する『ワタナベシンゴのN楽団』などがある。クリスマス期間中は「クリスマスステーション」と題した番組を放送している。

### 自社制作番組
- アイディルフラワー（月曜 - 金曜 6:00 - 8:30）
- CLOSE KNIT MUSIC（月曜 - 金曜 10:00 - 11:00）
- 道東演歌道（月曜 - 金曜 11:00 - 12:00）
- アフタヌーンフラワー（月曜 - 金曜 12:00 - 13:00）
- はなミュージックタイム（月曜 - 金曜 13:30 - 15:00）
- TOBU　Radio waves（月曜 - 金曜 15:00 - 15:30）
- Million Voice（月曜 - 金曜 16:00 - 18:00）
- なかしべつSound Navigation（月曜 - 金曜 18:00 - 19:00）
- はなセレクション（火曜 9:00 - 9:30）
- 北田恵美のほほえみラジオ（金曜 20:00 - 20:30）
- あかりの懐メロカフェテリア（金曜 20:30 - 21:00）※第5週目がある場合お休み
- スモゥルフイッシュとライブバーNOXのラジオ　音吐朗々（金曜 21:00 - 21:30）※第5週目がある場合お休み
- ～チョコっとmint time～（金曜 21:30 - 22:00）※第5週目がある場合お休み
- 朝風心愛の今夜もココア（金曜 22:00 - 22:30）※第5週目がある場合お休み
- はなのみんなのおはなし（土曜 8:00 - 8:30）
- 子育てエトセトラ 青坂先生（土曜 8:30 - 9:00）
- MEMORIES BOX（土曜 10:00 - 11:00）
- TSUTAYA WEEKEND BEST（土曜 11:00 - 12:00）
- 音楽の扉（土曜 12:00 - 13:00）
- 洸美のまったりぃら（土曜 13:00 - 14:00）
- 吹奏楽の旅（土曜 14:30 - 15:00）
- ハードロックカフェ（土曜 17:00 - 18:00）
- キキミミの「キキミミ・タテて貰えますか?」（日曜 20:00 - 20:30）
- 川村のギタバカ（日曜 20:30 - 21:00）
- リンダとモナオのハッピーハーモニー（日曜 21:00 - 21:30）
- ナルのGomyself（日曜 22:00 - 23:00）
- 内藤ア太郎の今宵は私とムササビごっこ（日曜 23:00 - 23:30）

### 他局制作番組
- よしもとホッカモリ
- 大山慎介の「復活」北海道

### CM
朝晩問わずCMも流れている。中標津町内に本社・支店などがある企業や、地元の飲食店などバランスよく流しており、隣町の標津町の企業のCMも数社流れている。時間帯に合わせた業種のCMがピッタリはまっているのも特徴。このほか、交通安全や火災予防の呼びかけなどもCM枠を使って積極的に行っている。